# Leiobunum veracruzensis
Leiobunum veracruzensis is een hooiwagen uit de familie Sclerosomatidae.